# Harrisia tetracantha
Harrisia tetracantha là một loài thực vật có hoa trong họ Cactaceae. Loài này được (Labour.) D.R. Hunt mô tả khoa học đầu tiên năm 1987.